# Beneath Still Waters - Dal profondo delle tenebre
Beneath Still Waters - Dal profondo delle tenebre (Beneath Still Waters) è un film del 2005 diretto da Brian Yuzna.

## Trama
Due bambini vanno a giocare, ma un demone apre la testa ad uno e l'altro scappa.
Quarant'anni dopo il demone si trova nelle acque e il sopravvissuto, ormai cresciuto, viene protetto da alcuni ragazzi.